# Remy Hii
Remy Hii (Malajzia, 1986. július 24. –) ausztrál színész.
Legismertebb alakítása Jason Ionello a 2019-es Pókember: Idegenben című filmben. A Sisters című sorozatban is szerepelt.

## Fiatalkora
Malajziában született, apja kínai-malajziai, anyja brit. Nagyszülei a kulturális forradalom idején hagyták el Kínát. Nyolc évesen Townsvillebe költözött szüleivel. A Queensland University of Technology-ra járt.

## Pályafutása
Első szerepe a H2O: Egy vízcsepp elég című sorozatban volt. 2011-ben szerepelt a Kiss című rövidfilmben. 2013-ban szerepelt a Better Man című négyrészes minisorozatában. 2013 és 2014 között a Szomszédok című sorozatban szerepel. 2014 és 2016 között a Marco Polo című sorozatban szerepelt. 2017-ben a 2:22 – Párhuzamos vonzalmak című filmben szerepelt. Szintén ebben az évben szerepelt a Sisters című sorozatban. 2018-ban a Kőgazdag ázsiaiak című filmben szerepelt.
2018 és 2019 között a Harrow című sorozatban szerepelt. 2019-ben a Pókember: Idegenben című filmben szerepelt. 2021-ben az Aftertaste című sorozatban szerepelt. Még ebben az évben szerepelt a Karácsonyi cserebere 3. – Szerelmes csillagok című filmben.

## Filmográfia

### Filmek
| Év   | Magyar cím                                    | Eredeti cím                               | Szerep         | Magyar hang   |
| ---- | --------------------------------------------- | ----------------------------------------- | -------------- | ------------- |
| 2009 |                                               | Beyond Blood                              | Gabriel Truong |               |
| 2010 |                                               | Origami                                   | fiú            |               |
| 2011 |                                               | Kiss                                      | Tom            |               |
| 2012 |                                               | Treading Water                            | Tom            |               |
| 2013 |                                               | Mirrors                                   | Manny          |               |
| 2017 | 2:22 – Párhuzamos vonzalmak                   | 2:22                                      | Benny          |               |
| 2018 | Kőgazdag ázsiaiak                             | Crazy Rich Asians                         | Alistair Cheng |               |
| 2019 | Pókember: Idegenben                           | Spider-Man: Far From Home                 | Brad Davis     | Kenéz Ágoston |
| 2021 | Karácsonyi cserebere 3. – Szerelmes csillagok | The Princess Switch 3: Romancing the Star | Peter Maxwell  | Előd Álmos    |

### Televíziós szerepek
| Év        | Magyar cím             | Eredeti cím         | Szerep               | Megjegyzések   |
| --------- | ---------------------- | ------------------- | -------------------- | -------------- |
| 2009      | Mindentől keletre      | East of Everything  | vendég               | 2 epizód       |
| 2009      | H2O: Egy vízcsepp elég | H2O: Just Add Water | basszusgitáros       | 2 epizód       |
| 2013      |                        | Better Man          | Van Tuong Nguyen     | főszereplő     |
| 2013–2014 | Szomszédok             | Neighbours          | Hudson Walsh         | mellékszereplő |
| 2014–2016 | Marco Polo             | Marco Polo          | Jingim hercege       | 2 epizód       |
| 2017      |                        | Sisters             | Sam                  | 5 epizód       |
| 2018–2019 |                        | Harrow              | Sam                  | főszereplő     |
| 2021      |                        | Aftertaste          | Ben Zhao             | főszereplő     |
| 2021      | Arcane                 | Arcane              | Marcus seriff (hang) | főszereplő     |